# Фери, Доминик
Доминик Фери (чеш. Dominik Feri; род. 11 июля 1996, Кадань или Теплице) — чешский политик, юрист, инстаблогер и инфлюенсер. В ноябре 2014 года стал депутатом городского собрания и советником городского совета города Теплице. На парламентских выборах в октябре 2017 года был избран депутатом палаты депутатов Парламента Чехии и был им до конца мая 2021 года. 
В 2014 и 2017 годах стал самым молодым депутатом городского совета города Теплице и самым молодым депутатом парламента в истории Чехии. В 2015 году вступил в либерально-консервативную партию TOP 09, однако в 2021 году был вынужден приостановить членство в ней в связи с обвинениями в домогательствах. В период с января по май 2021 года был заместителем председателя фракции TOP 09 в палате депутатов парламента Чехии.

## Биография
Доминик Фери родился 11 июля 1996 года в чешском городе Кадань. C двух лет стал жить в городе Теплице. Его мать родом с востока Чехии, со стороны отца имеет предков из Эфиопии. В период с 2007 по 2015 год учился в теплицкой гимназии. После этого был принят на юридический факультет Карлова университета, в 2020 году закончил обучение и получил степень магистра. В апреле 2021 года получил степень JUDr.
Впервые был замечен СМИ в связи со своей общественной деятельностью в Теплице. С начала эпидемии COVID-19 в Чехии в марте 2020 года стал активно влиять на медиальные события через свой аккаунт в социальной сети Instagram.
28 мая 2022 года Фери, по сообщениям полиции, пытался совершить самоубийство.

## Политическая деятельность

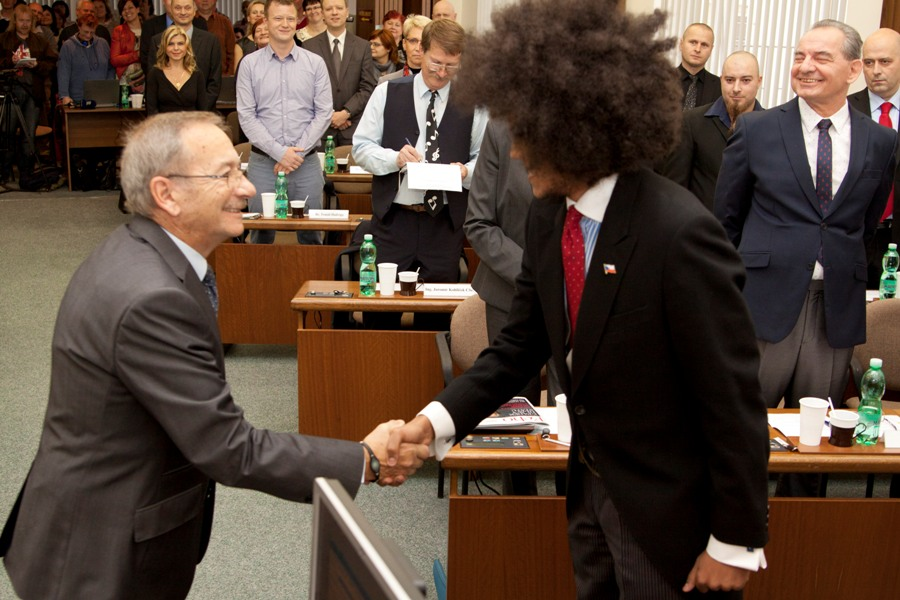
Доминик Фери и приматор Теплице Ярослав Кубера

### Начало политической карьеры
В 2014 году участвовал в муниципальных выборах в городское собрание города Теплице в списке кандидатов от TOP 09, однако не был избран. Несмотря на возраст, он получил достаточно голосов, чтобы стать первым «запасным», на случай отставки депутата и мог бы его заменить в городском собрании. После отставки депутата Петра Месица (Petr Měsíc) Фери стал депутатом, а 7 ноября 2014 года он был избран советником городского совета на первом заседании городского совета Теплице. В 2015 году вступил в либерально-консервативную партию TOP 09 и стал личным советником председателя (позднее Почётного председателя) TOP 09 — Карла Шварценберга. На региональных выборах в 2016 году баллотировался в региональное собрание Устецкого края от TOP 09, однако не был избран. На муниципальных выборах 2018 года не защищал свой мандат в городском собрании, и не участвовал в выборах.

### Активность в Палате Депутатов
Участвовал в парламентских выборах в 2017 году в пражском избирательном округе на последнем месте в списке кандидатов от TOP 09. Получил 15 003 преференциальных голосов, занял второе место в списке кандидатов и был избран депутатом палаты депутатов парламента Чехии. В начале 2021 года Фери объявил что выдвинет свою кандидатуру в депутаты палаты депутатов парламента Чехии от коалиции SPOLU (ODS, KDU-ČSL и TOP 09). Однако после ряда публикаций о сексуальных домогательствах, он объявил о том, что не будет участвовать в выборах.
В нижней палате парламента являлся членом конституционно-правового комитета, комитета по государственному управлению и региональному развитию, организационного комитета, подкомитета по проблемам несостоятельности и списанию долгов, подкомитета по предложениям к присуждению государственных наград, избирательной комиссии, постоянной комиссии по Конституции Чешской Республики и комиссии по расследованию OKD. Активно участвовал в заседаниях, голосованиях и дебатах с членами правительства Чехии. Являлся критиком закона о муниципальном референдуме и прямых выборов мэров.

### Нападение
В воскресенье 21 сентября 2019 года в городе Борщице в Злинском крае двое мужчин, выкрикивающие расистские слоганы, совершили нападение на Доминика Фери. После инцидента Фери был доставлен в больницу в Угерске-Градиште с травмой лица и ножевым ранением на спине. Председатели партий TOP 09, ODS и ČSSD нападение осудили, как и официальный пресс-секретарь президента Милоша Земана. Старший из нападавших долгое время симпатизировал некоторым экстремистским движениям, в том числе «Национальному порядку — Патриотическому Союзу» (чеш. Řád národa – Vlastenecká unie). В июне 2020 года прокуратура приостановила рассмотрение дела с 15-месячным испытательным сроком, в течение которого нападавшим было запрещено совершить преступления.

### Политическая активность во время пандемии COVID-19

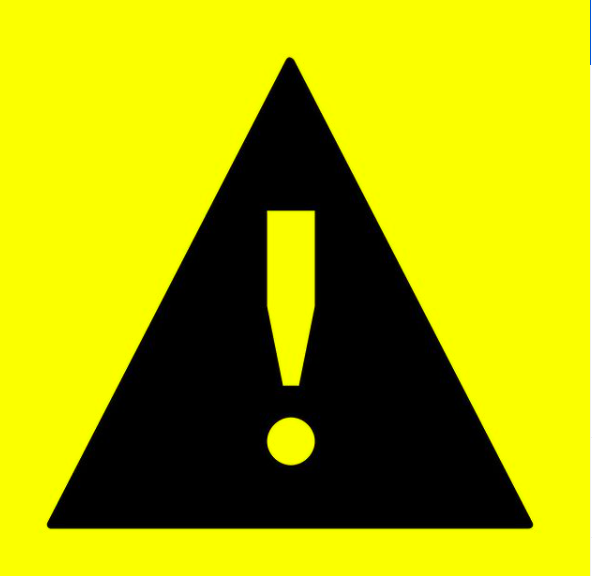
Желтый восклицательный знак

Во время пандемии COVID-19 в течение 2020 года Доминик Фери стал самым популярным чешским политиком в социальных сетях с более чем миллионом подписчиков в социальной сети Instagram. Аккаунт стал более популярным, благодаря простым, но очень информативным материалам с характерной формой «желтого восклицательного знака» о принятых правительством постановлениях и мерах, направленных на предотвращение распространения COVID-19. В таком же формате он информирует о изменениях в чешской политике. По мнению председательницы TOP 09 Маркеты Пекаровы Адамовы, Фери «справляется с информированием гораздо лучше, чем правительство». Тем не менее, Фери предлагает улучшить коммуникацию правительства и утверждает, что именно оно должно передавать информацию общественности в более понятной и цивилизованной манере.
Благодаря быстро растущему профилю и влиянию в социальной сети, Фери, среди прочего, стремится приблизить молодых людей к интересу, знаниям и отношению к политике, что поможет увеличить число молодых избирателей. Осенью 2020 года Доминик Фери при поддержке премьер-министра Андрея Бабиша совместно с проектом Česko.Digital создал сайт, информирующий о чрезвычайных противоэпидемических ограничениях — https://covid.gov.cz, на котором четко объяснял ограничения на конкретных жизненных ситуациях.
В рамках законодательных инициатив о пандемии он активно участвовал в подготовке закона о пандемии. Фери также занимался другими законами, регулирующими последствия чрезвычайных мер, вёл переговоры с экспертами, правительством и предлагал свои поправки. Являлся членом коалиции «AntiCovid tým» SPOLU (ODS, KDU-ČSL и TOP 09) до конца мая 2021 года.

### Уход из политики
После появления в мае 2021 года в СМИ статей о возможном совершённом сексуальном насилии со стороны Фери, тот объявил о том что слагает с себя мандат депутата парламента Чешской Республики, и что более не собирается участвовать в осенних выборах, несмотря на то, что за несколько недель до этого планировалось, что он будет вести избирательную кампанию коалиции «SPOLU», направленную на молодых избирателей.
31 мая 2021 года Фери объявил об уходе из партии, которая до этого его призвала приостановить своё членство на время проведения расследования. Вместе с этим Фери отказался от всех других политических должностей в партии и коалиции. Его место в парламенте заняла режиссёр Ольга Соммерова из Либерально-экологической партии (LES).

## Обвинения в сексуальных домогательствах
Весной 2021 года в социальных сетях стала появляться информация о том, что Фери совершал сексуальные домогательства в отношении учениц средних школ и студенток. Однако большинство тех, кто распространял данную информацию, не были жертвами. Партия TOP 09, чьим членом тогда являлся Фери, данную информацию не комментировала. 25 мая 2021 года издания Alarm a Deník N опубликовали своё расследование, согласно которому, несколько женщин обвинили Фери в том, что он заставлял их заниматься сексом в состоянии алкогольного опьянения в период с 2015 по 2020 год. Фери отверг обвинения в изнасилованиях, однако заявил, что «вел себя неадекватно, неподобающе или не по-джентльменски», и приносит извинения за «такие неудачи». 
В июне 2021 года полиция Чехии возбудила уголовное дело по подозрению в совершении одного из преступлений против человеческого достоинства в сексуальной сфере. В ответ на это некоторые депутаты решили принять новый закон, так называемый «Lex Feri», который ужесточит определение сексуального насилия в уголовном кодексе Чехии. 7 марта 2022 года полиция официально предъявила обвинение в изнасилованиях. В октябре 2022 года полиция предъявила Фери три пункта обвинения в изнасиловании, одно из которых касалось лица моложе 18 лет, а в декабре ему было предъявлено обвинение в изнасиловании прокуратурой.
14 февраля 2023 года начался суд над Фери. 2 ноября суд приговорил Фери к 3 годам тюрьмы. 22 апреля 2024 года апелляционный суд подтвердил приговор.

## Политические взгляды
Доминик Фери является противником выхода Чехии из НАТО, несмотря на существование проблем в некоторых странах членах НАТО, например в Турции. Он поддерживает инвестиции в образование и в крайнем случае поддержит плату за обучение, которая входит в программу TOP 09.
На партийном съезде в ноябре 2019 года Фери поддержал кандидатуру Маркеты Пекаровой Адамовой на пост председателя TOP 09.

## Оценка
Немецкий еженедельник Die Welt назвал Фери одним из успешных и многообещающих проевропейских политиков. Как пишет немецкая газета, Фери это надежда для Европы и проекта Европейского Союза.
В ноябре 2020 года был награждён премией Czech Social Awards.